# Психопатологија памћења
Поремећаји памћења су резултат оштећења неуроанатомских структура које ометају складиштење, задржавање и памћење сећања. Поремећаји памћења могу бити прогресивни, попут Алцхајмерове болести, или могу бити тренутни, укључујући поремећаје који настају услед повреде главе.
У поремећаје памћења спадају било каква оштећење способности кодирања, задржавања или преузимања информација или приказа искустава. Значајан пример је амнезија. Поремећаји памћења могу бити делимични или глобални, благи или тешки, трајни или пролазни, и антероградни (који се односе на потешкоће са новим информацијама) или ретроградни (који се односе на потешкоће са претходно познатим информацијама).
Узроци укључују медицинска стања која доводе до структурних лезија мозга или метаболичког поремећаја мождане функције, старења, психолошке трауме, стања фуге или интрапсихичких сукоба.

## Поремећаји памћења
Поремећаји памћења се деле на квалитативне, квантитативне и поремећаје временског тока догађаја.

### Квантитативни поремећаји памћења
Поремећајем доминира промена обима и јасноће репродукција. Клинички облици квантитативних поремећааја су:

#### Пролазна заборавност
Пролазна заборавност се јавља у оквиру стања са наглашеним емоционалним тоном: страх, бес, поспаност, замор и сл.

#### Амнезија
Амнезија представља одсуство памћења, илинеспособност репродукције догађаја из одређеног временског периода. Амнезије се могу манихествовати у виду делимичне (изостају одређени садржаји из целине) амнезије, трајне (немогућност присећања свих догађаја и доживљаја у одређеном временском периоду, најчешће у поремећају свести), амнезије.
Према етиологији, амнезије делимо на:
- Органске амнезије, које су последица деловања физичких, инфективних или токсичних агенса на мозак (запађење мозга, потреси мозга, запаљењске промене, спољашњи или унутрашњи извори тровања, поремећаји крвотока у мозгу, епилептичке кризе).[11]
- Функционалне амнезије или психогене амнезије, настају као последица функционалних промена свести (сужења свести). Нема знакова органских оштећења мозга.[9]

##### Ретроградна амнезија
Ретроградна амнезија се односи на немогућност присећања за догађаје који су се десили непосредно пре физичке повреде главе и консекутивног прекуда континуитета свести. Немогућност присећања може обухватати период различитог трајања. Најдужи перид је одмах наком освешћења, а са даљим опоравком се скраћује. Пракса показује да се ретроградна амнезија мајчешће "задржава" неколико секунди непосредно пре повређивања. Ретроградна амнезија се може јавити услед физичких повреда главе - потреса или нагњечења главе, неуспелог вешања, акутног тровања, апликовања електроконвулзивне терапије и слично.

##### Конградна амнезија
Конградна амнезија подразумева период несећања за збивања у периоду измењеног стања свести, тј. нема потпуног прекида у време повреде. Несећање постоји само за период континуитета свести.

##### Антероградна амнезија
Антероградна амнезија Означава немогућност присећања за збивања током периода "нормализације" стања свести непосредно после потпуног прекидањеног континуитета. Карактеристична је за сенилну церебралну дегенерацију.

##### Лакунарна амнезија
Лакунарна или ограничена амнезија обухвата само неки изоловани догађај, или групу догађаја, који су обично имали јако афективно значење. Може се јавити и као последица органских оштећења, артериосклрозе церебралних крвних судова, као поседица делирантних стања и у периодима осцилације нивоа свести, будности пацијената.

#### Хипермнезија
Хипермнезија подразумева изузетно појачану способност репродукције догађаја који се се већ догодили и то до најситнијих детаља. Нормално је да се човек боље присећа детаља који су афективно пребнојени, међутим, поред тога постоје и посебно обдарени људи (вештаци памћења), који су у стању да упамте необично велики број детаља. Ова способност међутин, не мора бити уско повезана с оштом интелигенцијом субјекта. Хипермнезију у патолошким случајевима срећемо код делирантних стања, у току епилептичне ауре, у изразито стресним ситуацијама, поготову ако је притом и живот угрожен (дављење на пример). Среће се код маничних и хипоманичних поремећаја. Запажа се и код фебрилних стања, под дејством амфетамина (психоактивна супстанца), и других халуциногених дрога. Пренаглашена способност присећања детаља се среће и код параноика, који се присећа сваког детаља који би могао имати извесне мере са његовим суманутим идејама.

#### Хипомнезија
Хипомнезија представља умањену способност упамћивања и репродукције.хипоманија може бити органска, која се јавља у склопу успореног мисаоног тока, код хиповигилне пажње, несигурне оријентације и смаљене критичности. Функционалну хипоманију карактерише селективно оштећење и односи се само на извесне садржаје.

### Квалитативни поремећаји памћења
Квалитативни поремећаји памћења или парамнезије могу се поделити на:

#### Аломнезиаја
Аломнезиаја или како се још може срести у литаратури као ретроспективно фалсификовање, парамнезија или накнадно извртање сећања, је феномен историјски погрешног доживљавања реалности. Ради се о илузијама сећања, илити додавање погрешних појединости или погрешног смисла сећању на стварне догађаје. Аломнезија се може јавити услед услед умора, непажње, при деловања тренутног патолошког афекта, суманутих идеја. Сугестија, или хистерићни поремећај личности може бити основа ове психопатолошке појаве. Особе у тим случајевима несвесно прихватају ставове, а при репродукцији их диживљавају као своје сопствено искуство. Могућа је појава и код ментално здравих особа, у вези са сугестијом и жељом да своји прошлост прикажу у другачијем "светлу".

#### Конфабулација
Конфабулација се односи да догађаје и доживљаје који се нису одиграли, нема упамћивања, већ произвољне конструкције маште, који настаје како би се пребродио процеп, празнина у сећању. Болесник измишља садржаје, како би њима попуни и премостио празнине у сећању. Типићно се јављају код обољења у вези са пролонгираном употребом аклкохола, када је позната као Карсокољева психиза. Пацијент уизносећи податке о себи, свом кретању и активностима у току дана, наилази на "рупе" у сећању. Сопственом иницијативом попуњава те рупе, или некритички прихвата сугестије саговорника (да, тада сам тамо био...), не желећи да његов дефицит пажње буде верификован. Конфабулације се могу јавити и код здравих особа, посебно у условима истраживаног поступка.

#### Патолошка лажљивост
Патолошка лажљивост (псеудологија фантастика) је поремећај памћења, удружена са наглашеном потребом пацијента да обилато производи неистините податке, да више ни он, а ни његова околина не могу да разлуче шта је истина, а шта лаж. Временом пацијент креће некритички да верује у своје творевине. Оваква појава се запажа код хистерично структуираних личности.

#### Псеудомнезија
Псеудомнезија или псеудореминисценција представља сећање на непостојеће догађаје. Поремећај се виђа код болесника са суманутим идејама и такође код маничних и депресивних пацијената.

### Поремећаји временског тока
Поремећаји временског тока истовремено захватају и сверу перцепције и сверу памћења. Ту спадају феномени као што су: deja vu илити виђено, deja entendu илити већ чуто, deja eprouve илити већ доживљено, deja fati илити већ урађено, deja pense илити већ промишљено, deja raconte илити већ речено, deja voulu илити већ пожељено, james fait илити никада урађено, james pense илити никада помишљено, james raconte илити никада речено james vu илити никада виђено, james etendu илити никада чуто, james eprouve илити никада доживљено, и james voulu илити никада пожељено.

## Психопатологија памћења и кривично право
Евидентирање било којег поремећаја памћења у време извршења кривичног дела захтева брижљиву анализу свих околности догађаја, јер способност схватања значаја дела и управљања својим поступцима (урачунљивост) може бити проблематична (битно умањена или потпуно отклоњена). Сама амнезија, која нормално настаје у оквиру интензивног афекта током чињења дела, не може бити значајна подршка постојању менталног стања које искључује свесност деловања и контролу поступака. Њено поступање пре учињеног дела и продужено трајање за тај период, евентуално и касније тек може имати извесну тежину.

## Психопатологија памћења и грађанско право
У околностима поремећеног памћења, питање нивоа пословне способности се логично поставља. Степен њеног ограничења је такође различит. Зависно од интензитета поремећаја, постоји могућност потпуног укидања пословне способности.